# Baarbach-Katakomben

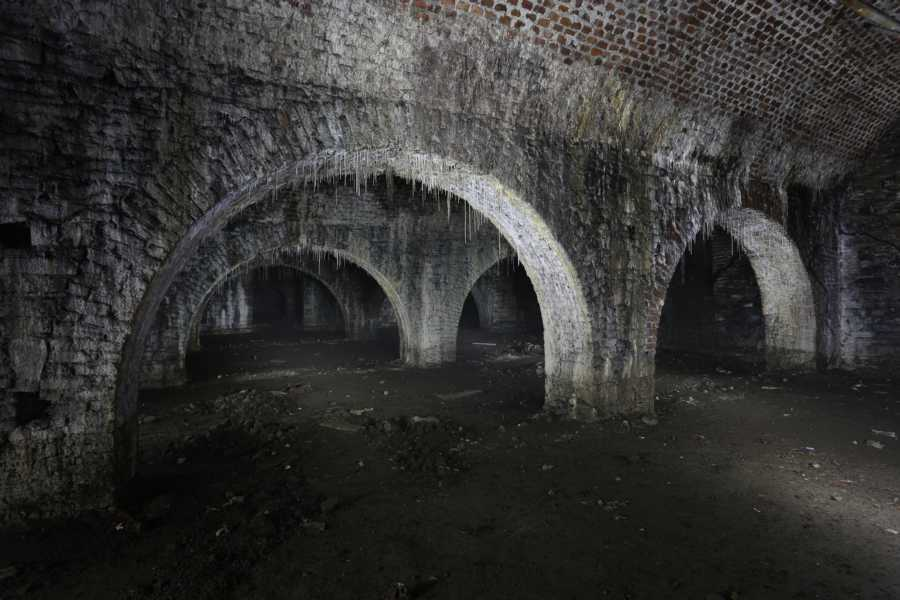
Baarbach-Katakomben

Die Baarbach-Katakomben sind ein unterirdisches Gewölbesystem in der Iserlohner Innenstadt. Sie wurden als überdachter Kanalbau für den Baarbach errichtet und dienten im Zweiten Weltkrieg als Luftschutzanlage. Die Katakomben sind weitgehend erhalten und werden gelegentlich im Rahmen von Führungen zugänglich gemacht. Die Anlage ist nicht zu verwechseln mit dem Luftschutzstollen Altstadt.

## Geschichte
Die Anlage entstand im Zuge der städtischen Entwicklung und Industrialisierung gegen Ende des 19. Jahrhunderts. Ziel war die Regulierung und Überwölbung des offenen Baarbaches, der durch die Innenstadt floss. Sie besteht aus Natursteinmauerwerk mit charakteristischen Gewölbebögen, die teilweise Ziegelsteinkonstruktionen sind. Die Überbauung des Rinnsals Baarbach wird bei starken Regenfällen ersichtlich, wenn der Baarbach schnell zum reißenden Fluss wird, der alles aus den Katakomben spült. 1888 fand der erste Spatenstich zum Bau der Katakomben statt.
Theodor Fleitmann hat den Bau der Katakomben initiiert und finanziert. Architekt war Otto Leppin, der den ersten Bauabschnitt auch 1888 fertigstellte, der aber im Jahr 1890 wieder einstürzte. Bis 1893 wurden zwei weitere Abschnitte nach Plänen Leppins begonnen und 1899 fertiggestellt. Nach anderen Angaben erfolgte die Fertigstellung der weitläufigen Anlage, die bis zu 8 Meter unter der Erde liegt und teilweise 6 Meter hohe Bögen hat, 1902.
Während des Zweiten Weltkriegs wurden die Katakomben als Luftschutzräume und als unterirdische Reparaturwerkstatt für die Wehrmacht genutzt. In den letzten Kriegstagen boten sie zahlreichen Einwohnern Schutz vor Luftangriffen und Artilleriebeschuss. Zeitzeugen berichten von einer provisorischen Ausstattung mit Feldbetten und anderen Notmaßnahmen.

## Heutiger Zustand
Die Katakomben sind größtenteils erhalten, jedoch nicht dauerhaft öffentlich zugänglich. Gelegentlich finden geführte Besichtigungen statt, bei denen die historische Bedeutung und Architektur erläutert werden. Die Anlage weist typische Merkmale wie feuchte Wände und natürliche Kalkablagerungen auf.
Das unterirdisches Gewölbe der Baarbach-Katakomben gilt für die Region als einzigartiges baukulturelles Bauwerk des 19. Jahrhunderts.